# 凧になったお母さん
『凧になったお母さん』（たこになったおかあさん）は、野坂昭如の小説、及びそれを原作としたアニメ。戦争童話集の一作で、太平洋戦争の戦火の中で、我が子が脱水症状にならぬように、自らの水分を与え続けた母親の物語。戦争童話集シリーズ第2作。

## 放送局
2003年8月15日にテレビ朝日系で放映。

## スタッフ
- 原作：野坂昭如
- 画：黒田征太郎
- 企画：木村純一（テレビ朝日）、加藤良雄
- 監督：竹内啓雄
- 脚本：藤本信行
- 演出：根岸宏樹
- キャラクターデザイン：関修一
- 総作画監督：市来剛
- 作画監督：木村文代、河内日出夫
- 美術監督：西田稔、岩城万里子
- 撮影監督：佐々木和宏
- 音響監督：大熊昭
- 音楽：相良まさえ
- 効果：武藤晶子（サウンドボックス）
- 色彩設定：中島淑子
- プロデューサー：太田賢司（テレビ朝日）、増子相二郎・小倉久美
- 制作：テレビ朝日、シンエイ動画

## キャスト
- カッちゃん：大久保祥太郎
- お母さん：折笠愛
- お父さん：加門良
- 一郎：宮本聖也
- 一郎の母：勝生真沙子
- 敬子：こおろぎさとみ
- 加藤：亀井三郎
- 河童：二又一成
- 爺さん：小関一
- 婆さん：佐藤智恵
- おまわりさん：田口昂
- 町の人：江川央生
- ナレーション：さとうあい